# لوسیو دماره
لوسیو دماره (اسپانیایی: Lucio Demare‎؛ ۹ اوت ۱۹۰۶ – ۶ مارس ۱۹۷۴) آهنگساز اهل آرژانتین بود.
از فیلم‌ها یا مجموعه‌های تلویزیونی که وی در آن‌ها نقش داشته است می‌توان به «پشت دیواری بلند» (۱۹۵۸) اشاره نمود.